# Битка за Херсон
Битката за Херсон (на руски: Бои за Херсон, на украински: Бої за Херсон) започва на 24 февруари 2022 г. по време на руското нападение срещу Украйна през 2022 г.
Херсон е първият голям украински град, превзет от руските сили по време на офанзивата в Южна Украйна. От 7 април 2022 г. Херсон е единствената столица на една от провинциите на Украйна, паднала по време на руската инвазия.

## Хронология на събитията

### Февруари
Руските сили нахлуват в Херсонска област от юг през Крим. До вечерта на 24 февруари руските сили достигат до град Херсон и осигуряват Антоновския мост, който им дава стратегически преход над река Днепър и към важния град Николаев.
До ранните часове на 25 февруари украинските сили си връщат контрола над моста. Битката е описана като много ожесточена и с доста жертви, както и няколко унищожени военни превозни средства на моста. Това принуждава руските войски да се изтеглят на север към град Нова Каховка, който те превземат. По-късно, на 25 февруари руските войски отново превземат Антоновския мост.
На 26 февруари, според кмета Игор Колихаев, руските войски се изтеглят от Херсон след украински въздушен удар по руски бронирани машини, оставяйки града под украински контрол. Украински служител по-късно твърди, че колона на руската армия е била разбита от украинските сили близо до град Олешки, южно от Херсон.
Украинският главен прокурор Ирина Венедиктова твърди, че на 26 февруари руски сили убиват журналист и шофьор на линейка близо до село Зеленивка, северното предградие на Херсон.
Сутринта на 27 февруари руското министерство на отбраната заявява, че руските военни са обсадили града, а според украинските власти руските сили са превзели част от града, включително международното летище Херсон. Твърди се, че по-късно сутринта украинските военновъздушни сили са нанесли успешен удар с дронове срещу руските сили в село Чернобаевка, точно на север от Херсон.
Украинските власти твърдят, че от 27 февруари руските сили започват да изкарват цивилни от близките села към Херсон, заради което украинските сили твърдят, че е опит на руснаците да използват цивилни като жив щит.

### Март
В ранната сутрин на 1 март украинските власти твърдят, че руските сили са започнали да атакуват Херсон и напредват от международното летище Херсон към магистралата между Херсон и Николаев. Руските сили успяват да обсадят града и да стигнат до магистралата, напредвайки до село Комишани, преди да установят контролно-пропускателен пункт. По-късно през деня руските сили навлизат в Херсон.
В ранната сутрин на 2 март е съобщено, че руските войски са успели да превземат железопътна гара и речно пристанище. По-късно сутринта руските сили са на площад Свобода в центъра на Херсон, където се намира сградата на Херсонската областна администрация. По-късно руското министерство на отбраната твърди, че е превзело града.

## Последици

### Контрол на Русия
Малко след превземането на Херсон, руското министерство на отбраната съобщава, че преговорите между руските сили и градските власти по отношение на поддържането на реда са в ход. Постигнато е споразумение, при което украинското знаме все още ще се вдига в града, докато Русия създаде новата администрация. Колихаев обявява нови условия за жителите на града: гражданите могат да бъдат навън само през деня и им е забранено да се събират на групи. Освен това, колите са разрешени само да влизат в града, за да доставят храна и лекарства; тези превозни средства трябва да се движат с минимална скорост и са обект на обиск. Гражданите са предупредени да не провокират руски войници и да се подчиняват на дадените им команди.
На 4 март жител на Херсон по CNN твърди, че руски войници са изнасилили 11 жени в Херсон, като 6 от тези жени са били убити, като тийнейджър е сред изнасилените и убити. Генадий Лагута, ръководителят на украинската областна държавна администрация в Херсон, обаче отрича тези твърдения, заявявайки, че те са дезинформация.
На 5 март Колихаев заявявз, че в града няма въоръжена съпротива и руските войски са „доста спокойни“. Той иска хуманитарна помощ, заявявайки, че в града няма ток, вода и лекарства. По-късно същия ден, около 2000 протестиращи се събират в центъра на града. Протестиращите развяват украински знамена, пеят националния химн и скандират патриотични лозунги. На видео се вижда как руски войници стрелят във въздуха, за да разпръснат протестиращите. Има също твърдения, че руските сили разполагат със списък с украински активисти в града, които искат да заловят. На 9 март Генералният щаб на украинските въоръжени сили заявява, че Русия е задържала повече от 400 души в Херсон, поради продължаващи протести.
На 12 март украинските власти твърдят, че Русия планира да организира референдум в Херсон за създаване на Херсонска народна република, подобно на Донецката народна република и Луганската народна република. Сергей Хлан, заместник-председателят на Херсонския областен съвет, твърди, че руските военни са се обадили на всички членове на съвета и искат от тях да сътрудничат. Людмила Денисова, омбудсманът на Украйна, заявява, че този референдум би бил незаконен, тъй като „съгласно украинското законодателство всички въпроси относно територията могат да бъдат разрешени само чрез национален референдум“. По-късно същия ден, областният съвет на Херсон приема резолюция, в която се посочва, че предложеният референдум ще бъде незаконен.
На 13 март украинският вестник „Украинская правда“ съобщава, че няколко хиляди души в Херсон са взели участие в протест. Руските войници разпръсват протеста със стрелба, зашеметяващи гранати и гумени куршуми, ранявайки няколко души.

### Украинска контраофанзива
На 23 март украинските сили предприемат контраатаки срещу руските сили в Херсонска област. На 25 март високопоставен служител на отбраната на САЩ заявява, че руските сили вече нямат пълен контрол над Херсон, тъй като украинците се борят „ожесточено“ за възстановяване на града. Украинците в Херсон обаче „поставят под въпрос оценката на Пентагона, като казват, че градът остава в руски ръце“. CNN съобщава, че ситуацията в града остава непроменена, като се позовава на жителите, които потвърждават, че Херсон е под пълен руски контрол. Според жител, руските сили са загубили само няколко села в провинцията, докато CNN по-рано съобщава, че украинската контраофанзива се провежда в най-северната част на региона.